# René Largo Farías
René Gilberto Largo Farías (Huasco, 2 de febrero de 1928 - Santiago, 15 de octubre de 1992) fue un locutor radial, animador cultural y promotor de las expresiones musicales de raíz folclórica chilena.

## Reseña
Nacido en Huasco e inscrito en Huasco Bajo el 2 de febrero de 1928, fruto del matrimonio de Luis Gustavo Largo y Juana María Farías.
A mediados de 1943, a sus 15 años, fue elegido presidente del Centro de alumnos de la Escuela Normal de Copiapó, dirigiendo la primera huelga de estudiantes normalistas con toma del establecimiento, para defender al profesor de Agricultura José Zuleta, expulsado de esa escuela por su tendencia política comunista.
En 1948, comenzó a trabajar como maestro, en la Escuela N.º 1 de la Población Oriente de Antofagasta, a la vez que se iniciaba como locutor y libretista, en la Radio Libertad, de esa misma ciudad.
Se casó en Antofagasta el 30 de diciembre de 1950 con María Frachia.
En 1958, fue elegido presidente de la Asociación Interamericana de Locutores.
En 1963 creó el programa Chile ríe y canta que fue transmitido los días domingos por Radio Minería, dando cabida a artistas como Rolando Alarcón, Patricio Manns, Los Huasos Quincheros, Los Cuatro Cuartos, Los Parra, Los de Santiago, Las 4 Brujas, entre muchos otros. Chile ríe y canta se transformó en un polo de desarrollo de la música popular chilena de esos años, siendo vitrina de conjuntos como Cuncumén, Calaucán y Millaray, y artistas como Héctor Pavez, Violeta Parra, Víctor Jara, Margot Loyola, entre otros.
En 1967 fundó la peña "Chile ríe y canta" en la casa de Alonso Ovalle 755, Santiago que se vino a sumar a otros espacios ya existentes como la peña de Carmen 340 y La Peña de los Parra.
Entre 1964 y 1970, durante el gobierno de Eduardo Frei Montalva, fue contratado por la CORA (Corporación de la Reforma Agraria), para organizar espectáculos de música, canciones y bailes populares en localidades campesinas y promover solistas y conjuntos que cultivaran el canto tradicional.
En 1970, inmediatamente después de asumir como presidente Salvador Allende –en cuyas cuatro campañas René había trabajado– le pidió que se hiciera cargo de la jefatura de radio de la OIR (Oficina de Informaciones y Radiodifusión de la Presidencia de la República), cargo en el que logró que todas las radioemisoras incluyeran en su programación diaria a autores chilenos.
En 1973, fue obligado tras el golpe de Estado a exilarse en México, donde tuvo destacados roles en radio y televisión, luego fue invitado a trabajar en Escucha Chile, de Radio Moscú, realizando el programa, rebautizado por él Chile lucha y canta y creando un espacio de diálogo y comunicación, "La Carta", que pronto comenzó a recibir caudales de correspondencia, de compatriotas esparcidos por el mundo y desde el interior de Chile. 
En 1984 retorna a Chile, para integrarse en las luchas contra la dictadura –junto a Osiel Núñez, expresidente de la FEUT (Federación de Estudiantes de la Universidad Técnica del Estado)- fue detenido y expulsado del país, siendo enviado por avión a Buenos Aires; al llegar a Argentina, ambos rechazaron el asilo que les ofrecieron, afirmando que querían regresar a Chile, asumiendo todos los riesgos eso implicada; tan pronto llegaron a Santiago, fueron fletados para Bogotá, donde repitieron lo exigido en Buenos Aires, teniendo divulgación mundial su patriótico proceder. Finalmente, la dictadura, derrotada, tuvo que aceptar el regreso de René y Osiel a Chile, pero fue detenido en el Aeropuerto de Pudahuel y relegado por varios meses a la lejana localidad de Cochrane, dónde debía reportarse diariamente a Carabineros.
Al año siguiente en 1985, ya de vuelta en Santiago, René Largo Farías reabrió la Peña Chile ríe y canta. 
Fallece el 15 de octubre de 1992 sin recuperar la consciencia, en el Hospital Sótero del Río, tras tres días de agonía, luego de una golpiza sufrida la madrugada del 11 de octubre de 1992 en la comuna de La Florida.

## Sentencias judiciales tras su muerte
El 26 de abril de 2005, la jueza Patricia González, condenó -en primera instancia- a Luis Bahamondes como el responsable de la muerte del folclorista, descartando el móvil político en el asesinato. La magistrada no le atribuyó connotaciones políticas al deceso de Largo Farias, junto con establecer que Bahamondes actuó solo.
Su hermana, Iris Largo, calificó como "insuficiente" la condena, ya a que -a su juicio- "a lo largo del proceso, en varias ocasiones ha quedado claro que no puede haber sido una sola persona la que cometió el crimen".

## Homenajes
En la comuna de La Florida, en Carlos Luis González con San Vicente de Paul, una plaza pública lleva su nombre.